# Constantino de Preslav

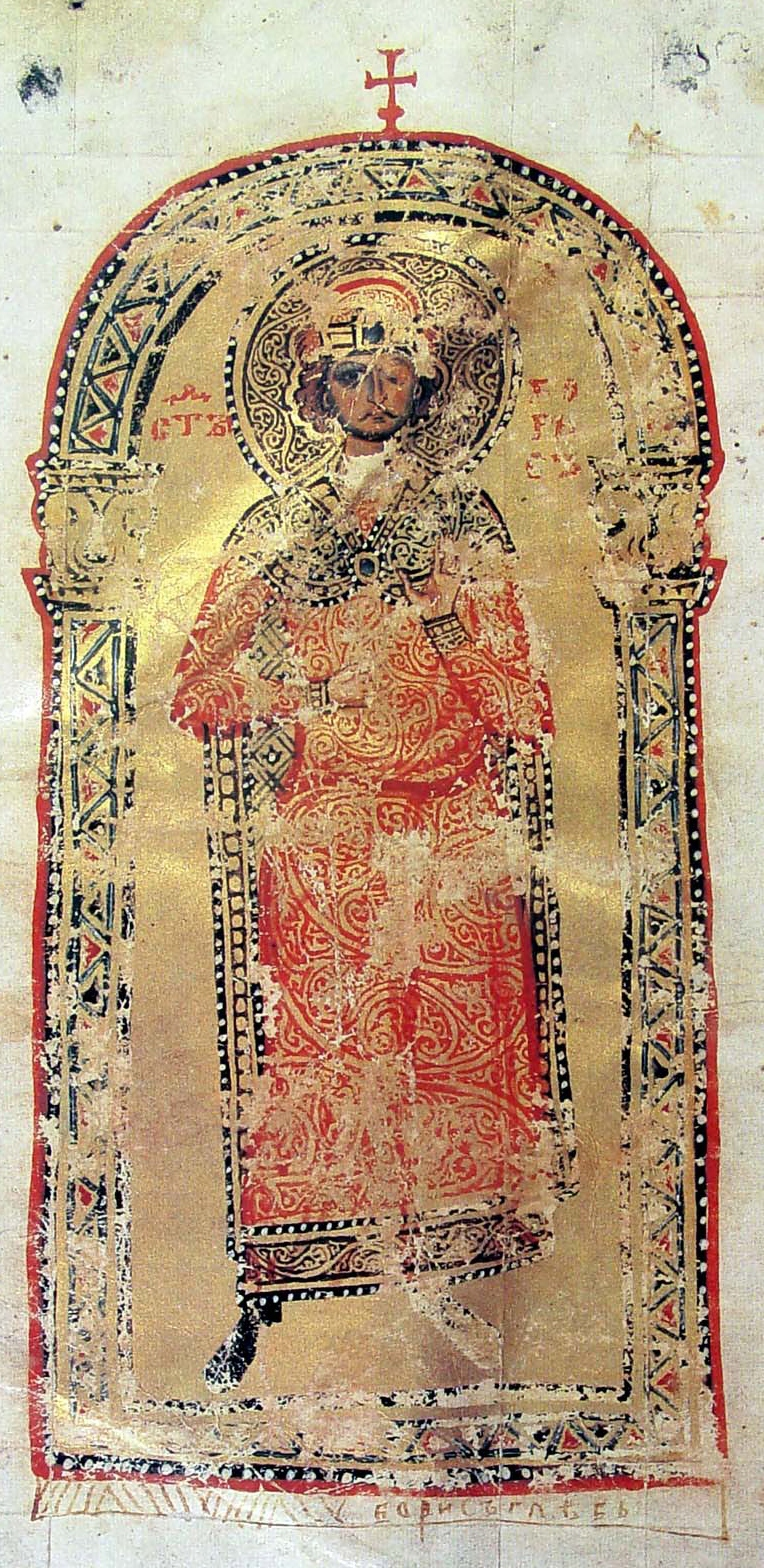
Boris I en el Comentario evangélico de Constantino de Preslav

Constantino de Preslav (búlgaro: Константин Преславски) fue un intelectual, escritor y traductor búlgaro medieval, uno de los más destacados hombres de letras que trabajaron en la llamada Escuela literaria de Preslav, entre finales del siglo IX y comienzos del siglo X. 
Su vida es poco conocida, ya que, como, a diferencia de otros autores suyos contemporáneos, no fue canonizado, no se escribió su hagiografía. Ni siquiera se sabe dónde ni cuándo nació y murió. Se sabe que fue discípulo de Metodio, y que fue presbítero en Pliska y en Preslav en las últimas décadas del siglo IX. En el año 906 era obispo.
Su obra más significativa es el Comentario Evangélico (Учително евангелие, Uchitelno evangelie), una recopilación de 51 homilías, una para cada domingo del año, escrita entre los años 889 y 893. Para los sermones, se basa sobre todo en los Padres de la Iglesia, particularmente en Juan Crisóstomo y en Cirilo de Alejandría.
Participó en la traducción del Triodio Cuaresmal del griego al búlgaro. El libro griego que tradujo Constantino contenía cuatro ciclos de himnos, de los cuales uno estaba escrito con versos acrósticos. Ante la imposibilidad de traducir este libro sin estropearlo, optó por sustituirlo por un himno nuevo, creación original suya, también en acrósticos, pero utilizando el alfabeto glagolítico. Después de esto escribió varias obras originales más (entre ellas, el Canon para el oficio de San Metodio), utilizando en muchas de ellas los acrósticos.
Escribió también poesía seglar: la Plegaria Alfabética (Азбучна молитва, Azbuchna molitva), una serie de poemas en versos dodecasílabos, cada uno de los cuales comienza con una de las letras del alfabeto glagolítico, inspirado en una obra similar de Gregorio Nacianceno que utilizaba el alfabeto griego.
Por encargo directo de Simeón I, tradujo los Cuatro discursos contra los arrianos de Atanasio de Alejandría (Четири слова против арианите), para combatir la implantación en Bulgaria de la herejía arriana.
Ninguna de las obras originales de Constantino de Preslav ha sobrevivido.  Todas ellas son conocidas por copias, de las cuales las más antiguas datan de los siglos XII y XIII. 

## Literatura
- Gallucci, E. Ucitel’noe Evangelie di Costantino di Preslav (IX-X sec.). Tradizione testuale, redazioni, fonti greche. - Europa Orientalis, XX (2001), 49-138

- Datos: Q1146725
- Multimedia: Constantine of Preslav / Q1146725